# Neonauclea pseudoborneensis
Neonauclea pseudoborneensis är en måreväxtart som beskrevs av Colin Ernest Ridsdale. Neonauclea pseudoborneensis ingår i släktet Neonauclea och familjen måreväxter. Inga underarter finns listade i Catalogue of Life.